# Тхэджондэ
Тхэджондэ (кор. 태종대) — природный парк в районе Йондо-гу города-метрополии Пусан, Республика Корея. На территории парка располагаются скалы, находящиеся около открытого моря на южной оконечности острова Йондо. Является достопримечательностью Пусана; на территории парка присутствует множество вечнозелёных деревьев и несколько объектов туризма, такие как смотровая площадка, парк развлечений, маяк, морской вокзал круизных судов. Название Тхэджондэ происходит от имени короля Тхэджона-Муёля (604—661), 29-го вана Силла, который любил стрелять из лука в этом месте после объединения трёх королевств Кореи.

## Учреждения и строения в парке отдыха Тхэджондэ
- Маяк Йондо
- Смотровая площадка
- Буддийский монастырь Тхэджонса
- Буддийский монастырь Кумёнса
- Спортивный парк